# Jan Kašpar Dooms
Jan Kašpar Dooms, též Johann Caspar Dooms, Jan Gaspar Dooms nebo Ioannes Caspar Doms (6. března 1597 Antverpy – 1675 Praha) byl český grafik a mědirytec vlámského původu v období raného baroka.

## Život
Narodil se v Antverpách manželům Joostu Doomsovi a Anně van Wijckové. Tam se vyučil kresbě a grafickým technikám ve významné dílně Petra de Jode. Roku 1640 se objevil v Praze a ve Vídni. Usadil a oženil se v Praze na Novém Městě, kde založil grafickou dílnu, v níž se vyučil také jeho stejnojmenný syn. Téměř tři desetiletí byl konkurentem hlavních pražských producentů grafiky s devoční tematikou, zejména Gerharda de Groose.

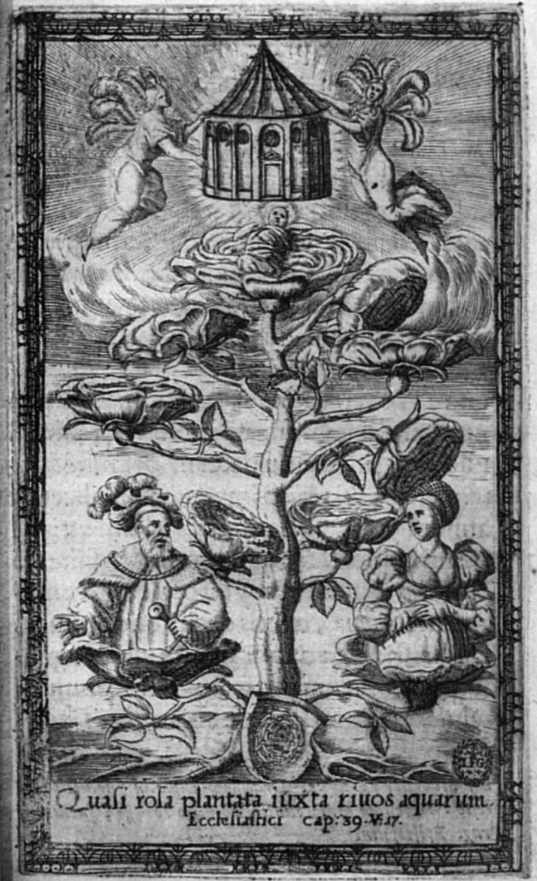
Rosa boemica, frontispis, 1668

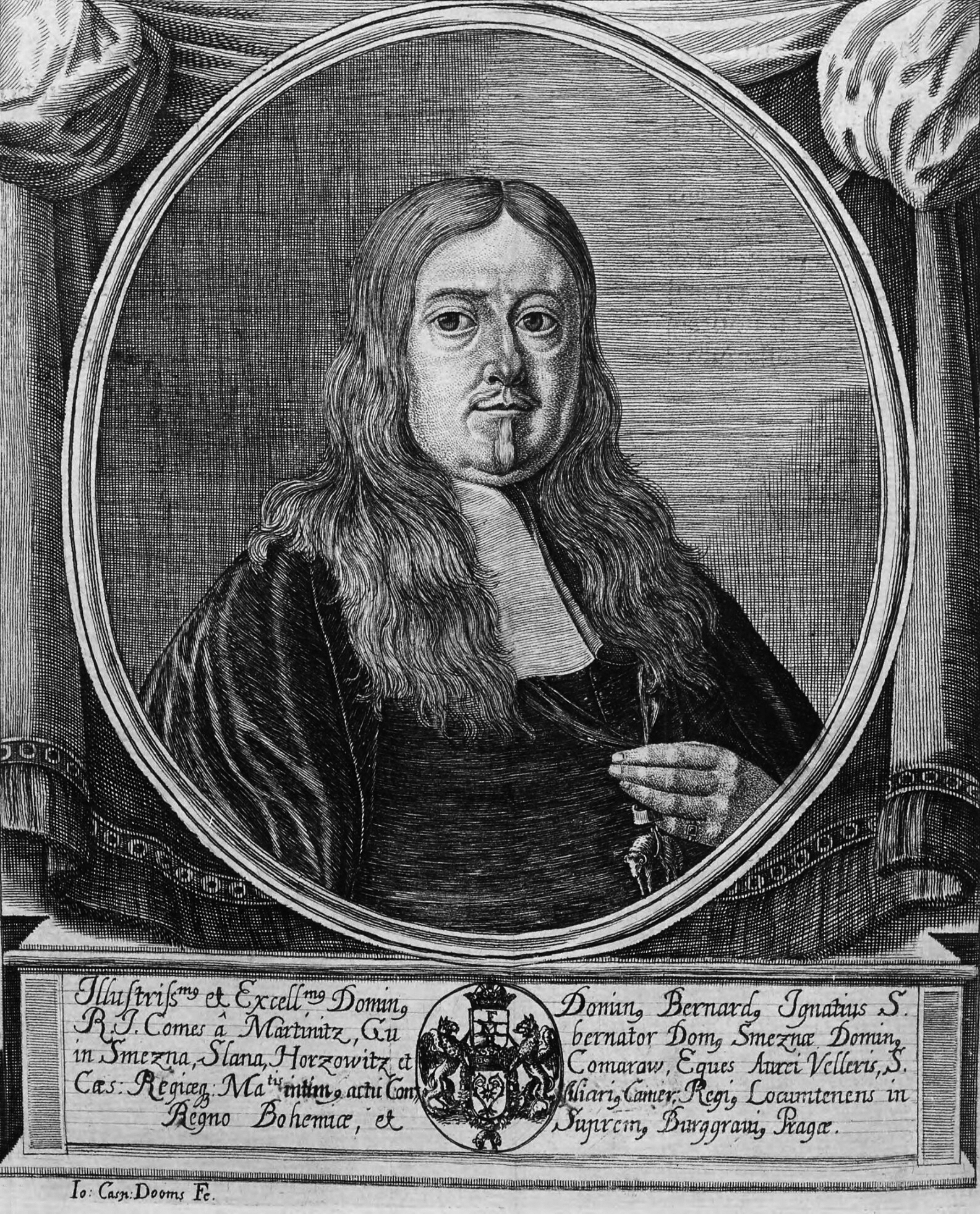
Bernard Ignác z Martinic, 1671

Vytvořil portréty, alegorické kompozice tematiky politické i náboženské, motivy z emblematiky a heraldiky. Pracoval na grafickém převodu obrazů různých malířů, zejména Karla Škréty nebo Jana Jiřího Heinsche. Často jej zaměstnávali jezuité, benediktini a dvorští úředníci císařského dvora ve Vídni či v Praze. Věnoval se jak volné grafice (univerzitní teze, devoční grafika), tak knižním ilustracím a knižním značkám.

## Dílo
Listy
- cyklus portrétů osobností jezuitského řádu v Čechách a na Moravě (viz např. Rafael Mnišovský ze Sebuzína, Martin Středa)
- Portrét pražského arcibiskupa F. M. Sobka z Bílenberka (1668)
- Portréty Bernarda Ignáce z Martinic a Maxmiliána Valentina z Martinic (oba 1671)
- Portrét Michal Crucius z Kreitzenbergu
- Portrét Simon Brosius (Proskovský) z Hornsteinu (podle obrazu |Karla Škréty)
- Scény ze života sv. Václava (6 rytin podle obrazů Karla Škréty)
- sv. Kryšpín z Viterba
- Staroboleslavské paládium

Ilustrace knih
- Rosa Boemica sive Vita Sancti Woytiechi. Prag, 1668 (35 rytin podle předloh Karla Škréty)
- oslavný spis ke kanonizaci Františka Borgii, Praha 1671 (3 rytiny, emblémy)
- Compendiosa relatio thaumaturgae imaginis Beatae Virginis Mariae de Victoria, Praha - na frontispisu první grafický přepis obrázku Narození Páně z kostela Panny Marie Vítězné na Bílé Hoře
- Denkwürdiges Geheimnis, Praha (?) 1641- cyklus politických a alegorických výjevů od 2. pražské defenestrace do začátku české války
- Paušť svatomilá, to jest pauzdro jakby bohabojný a křesťanský člověk....dv. František Xaverský, sv. František Borgia, sv. Ignác z Loyoly a sv. Norbert, signováno "I.C. Doms". Praha 1674[3]
- Alegorie šťastné vlády císaře Leopolda I. Habsburského
- Tomáš Jan Pešina z Čechorodu: Thesaurus in Lucem Protractus, Sive S. Mercurius, maximus orientis martyr... Praha 1675

## Výstavy
- Katalog Retrospektivní výstavy Všeobecné zemské jubilejní výstavy v Praze, 1891
- České nebe, ed. Jan Royt. Praha 1993
- Ars linearis, Praha 2012